# Trinity (album Visions of Atlantis)
Trinity – trzeci studyjny album austriackiej grupy Visions of Atlantis, wydany 27 maja 2007 roku.

## Lista utworów
1. "At The Back of Beyond" - 3:28
2. "The Secret" - 4:10
3. "Passing Dead End" - 4:24
4. "The Poem" - 5:24
5. "Nothing Left" - 3:10
6. "My Darkside Home" - 4:05
7. "Wing-Shaped Heart" - 4:37
8. "Return To You" - 5:14
9. "Through My Eyes" - 4:13
10. "Flow This Desert" - 4:43
11. "Seven Seas" - 4:09